# Antonio Giuseppe Arriu
Antonio Giuseppe Arriu (Guspini, 1743 – Cagliari, 1816) è stato un teologo italiano.
Nato a Guspini nel 1743, studiò lettere, filosofia e teologia presso l'Istituto delle Scuole Pie. Nel seminario arcivescovile di Oristano venne nominato Professore di dogmatica e morale e dopo breve tempo divenne rettore dello stesso istituto, carica che mantenne per tre anni, dopo di che venne promosso a reggere il noviziato ed il collegio di Cagliari finché nel 1811 venne eletto Provinciale delle Scuole Pie in Sardegna.
Padre Antonio Giuseppe Arriu era unanimemente considerato uno dei più grandi teologi del suo tempo, anche per merito del volume Le profezie che rimirano il mondo decifrate contro i vani interpretamenti dei moderni chilialisti, pubblicato nel 1809 dalla stamperia reale di Cagliari e dedicato ad un altro importante teologo, Giuseppe Bardi.